# Schutzhaftlagerführer

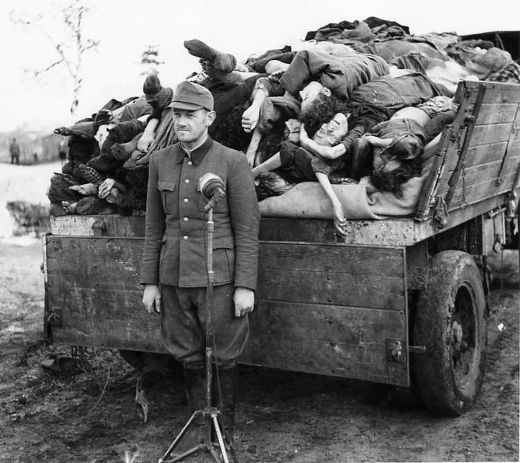
Le Schutzhaftlagerführer Franz Hössler en 1945.

Le Schutzhaftlagerführer (chef du camp de détention préventive) est un titre fonctionnel de la SS, spécifique aux camps de concentration et aux camps d'extermination des unités à tête de mort (SS-Totenkopfverbände). 
Le Schutzhaftlagerführer avait un pouvoir considérable puisqu'il administrait et contrôlait les détenus au jour le jour, ce qui impliquait la responsabilité de l'ordre, de la discipline et de la propreté , ainsi que le pouvoir de punition. Son supérieur immédiat était le commandant du camp, dont il était en outre le suppléant et premier adjoint. 
Les camps les plus importants pouvaient compter jusqu'à quatre Schutzhaftlagerführer, responsables de différentes sections du camp. Dans ce cas, le doyen, qui était le suppléant du commandant, prenait le nom de Erster Schutzhaftlagerführer (premier chef de camp de détention préventive). 
Il existait quatre fonctions d'encadrement subordonnées au Schutzhaftlagerführer : Rapportführer (chef du rapport), Arbeitsdienstführer (chef du travail forcé), Blockführer (chef de bloc) et Kommandoführer (chef de section de travail extérieur).